# Jean Kerr
Jean Kerr (10 de julho de 1923 - 5 de janeiro de 2003) foi uma escritora e dramaturga estadunidense.